# الن ریپلی
الن ریپلی (به انگلیسی: Ellen Ripley) یک شخصیت خیالی و قهرمان اصلی در مجموعه فیلم‌های بیگانه است که سیگورنی ویور ایفاگر نقش اوست. این شخصیت در جهان شناخته شده‌است و معروف‌ترین نقش سیگورنی ویور می‌باشد. ریدلی اسکات کارگردان اولین فیلم این مجموعه تصمیم گرفت که به جای یک مرد (که در آن زمان بسیار معمول بود)، یک زن نقش قهرمان داستان را ایفا کند.
ریپلی به عنوان یکی از مهم‌ترین شخصیت‌های زن در تمام فیلم‌های تاریخ سینما محسوب می‌شود و از چهره‌های برجسته در فرهنگ عامه است. این شخصیت در لیست ۱۰۰ سال… ۱۰۰ قهرمان و شرور بنیاد فیلم آمریکا در رده هشتم بهترین قهرمان انتخاب گردیده‌است. اکنون، شخصیت ریپلی فراتر از مجموعه فیلم‌های اصلی رفته و او در رمان‌ها، کتاب‌های طنز و بازی‌های ویدئویی ظاهر شده‌است.